# 保泰人壽
保泰人壽保險有限公司（英語：Bowtie Life Insurance Company Limited）簡稱Bowtie，是香港首間虛擬保險公司，於2018年12月20日獲香港保險業監管局批出首個虛擬保險牌照。Bowtie為香港客戶提供全網上保險產品，已獲食衛局（現改組為醫務衛生局）核准推出「自願醫保計劃」相關產品。

## 資料來源
1. ↑  . 明報. 2018-12-20. （原始内容存档于2021-10-26）.
2. ↑  . 蘋果日報. 2018-12-21.[]
3. ↑  . HK01. 2019-04-03. （原始内容存档于2019-04-04）.

## 外部連結
- 官方网站
- 保泰人壽官方Facebook專頁
- 保泰人壽官方YouTube頻道
- 保泰人壽官方Instagram帳戶
- 保泰人壽官方LinkedIn專頁